# 魯別日夫卡 (納羅季奇區)
51°1′12″N 29°27′20″E / 51.02000°N 29.45556°E
魯別日夫卡（烏克蘭語：Рубежівка），是烏克蘭北部的村莊，隸屬日托米爾州的科羅斯滕區。該村面積0.87平方公里，海拔高度173米，2001年人口89，人口密度每平方公里101.83人。